# Ma Anand Sheela
Pour les articles homonymes, voir Sheela (homonymie).
Ma Anand Sheela, née Ambalal Patel Sheela le 28 décembre 1949, puis appelée Sheela Silverman et Sheela Birnstiel à la suite de ses mariages, est l’ancienne secrétaire et porte-parole de Bhagwan Shree Rajneesh (aussi appelé Osho).
Elle est connue pour avoir été l’organisatrice d’un attentat bioterroriste en 1984 aux États-Unis. Condamnée à 24 ans d'emprisonnement, elle vit aujourd'hui en Suisse après avoir purgé deux ans et demi de sa peine dans une prison fédérale américaine.

## Biographie
Sheela est née Ambalal Patel Sheela en 1949 à Baroda en Inde. À l’âge de 18 ans, elle est envoyée aux États-Unis pour étudier à Montclair State University (New Jersey),. Elle épouse  Marc Silverman, un citoyen américain fortuné de l’Illinois,. En voyage en Inde en 1972, Sheela et Silverman deviennent disciples (« sannyāsin») de Bhagwan Shree Rajneesh. C’est alors qu’elle prend le nom de Ma Anand Sheela. Son mari se fait appeler Chinmaya. Ce dernier meurt quelque temps plus tard, et Sheela se marie alors à John Shelfer (Jayananda).

## Secrétaire de Rajneesh

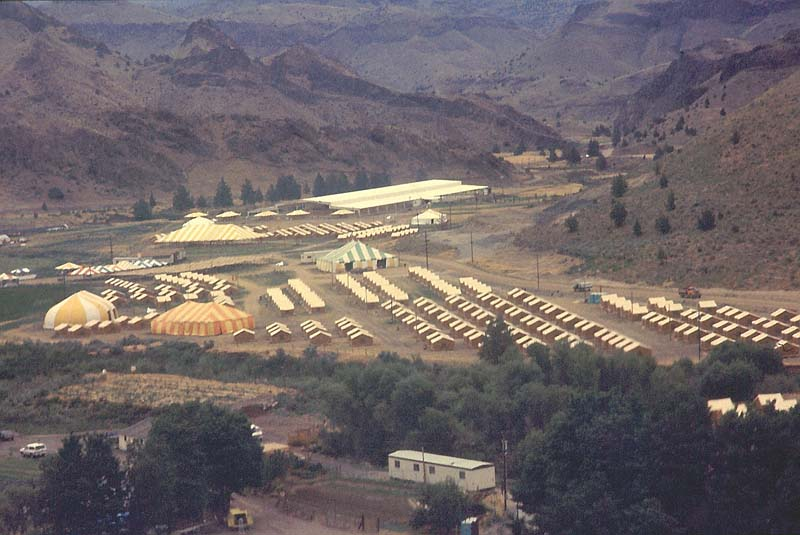
Un festival à Rajneeshpuram en 1983.

De 1981 à 1985, Sheela est la secrétaire personnelle de Rajneesh, un gurû indien alors populaire. C’est elle qui convainc Rajneesh de venir fonder un ashram aux États-Unis,. Le 10 juillet 1981, c’est elle qui achète le Big Muddy Ranch en Oregon pour créer la communauté de Rajneeshpuram,. Elle en devient la gérante et la porte-parole.
Elle est rapidement réputée pour ses propos acerbes, son .357 Magnum et la force de sécurité (armée avec des Uzi) qu’elle a créée pour protéger les lieux,.
En 1985, Sheela visite l’Australie en tant que porte-parole du mouvement. Une interview avec le journaliste Ian Leslie dans l’émission 60 Minutes lui vaut un succès national. Pendant l’interview, à la question sur les inquiétudes, voire le rejet, des résidents locaux concernant les plans d’expansion du mouvement de Rajneesh en Australie, elle répond d’une manière grossière et argotique qui la rendit célèbre : « Que voulez-vous que je vous dise  ? pas de bol ! » (elle utilise l’expression « tough titties », qui signifie littéralement « tétons durs » et implique que l’interlocuteur peut dire ce qu’il veut, ça ne changera rien),. En 1988, alors qu’elle était en prison, elle évoque un projet de documentaire sur sa vie qu’elle voulait intituler « Une heure avec Ma Sheela – tough titties ».
Rajneesh se repose entièrement sur Sheela à l’ashram d'Oregon. Elle est son « bras droit »,. Elle a également le titre de présidente de la Rajneesh Foundation International. Dans le mouvement, elle est appelée « la Reine ». La plupart des assistants de Sheela sont des femmes,, appelées les « mamans », et les plus influentes d’entre elles les « grandes mamans »,. Les adeptes qui ne respectent pas ses consignes peuvent facilement être renvoyés de l’ashram,. Selon certains observateurs des événements ultérieurs, tel l’auteur de l'analyse intitulée Bioterrorism and Biocrimes, ce style de « management » a joué un rôle important dans la réalisation de l’attentat,.

## Les élections du comté de Wasco
La communauté subit une hostilité croissante de la population locale. Sheela, ainsi que quelques-uns de ses assistants, finit par s’inquiéter de cette opposition et de ses conséquences sur leur communauté. Une décision est alors prise conjointement avec Rajneesh, de s’intégrer au « conseil municipal » à l’élection de novembre 1984 pour deux places vacantes à pourvoir. Il y avait alors 20 000 résidents dans le comté de Wasco dont 15 000 électeurs, et 4 000 résidents dans l’ashram de Rajneesh, la plupart n’étant pas résidents américains et n’ayant donc pas le droit de vote.
Sheela développe alors un plan qui consiste à héberger 2 000 sans domicile fixe de la région à l’ashram de Rajneeshpuram, sous le prétexte d’une action pour les sans-logis, puis de demander à ces 2 000 résidents de s’inscrire sur les listes électorales.
Mais un juge local intervient et la plupart des résidents se révèlent dans l’incapacité légale de voter. Sheela apparaît alors souvent à la télévision locale, appelant les autorités locales des « porcs bigots », des « fascistes », « pleins de connerie », parfois menaçante : « si vous touchez à un seul de nos adeptes, j’aurai quinze de vos têtes, et je ne plaisante pas »,,. L’organisation de Rajneesh cherche finalement un individu qui pourrait se présenter à son profit mais ne parvient pas à le trouver.

## Empoisonnement collectif et tentatives d’assassinat

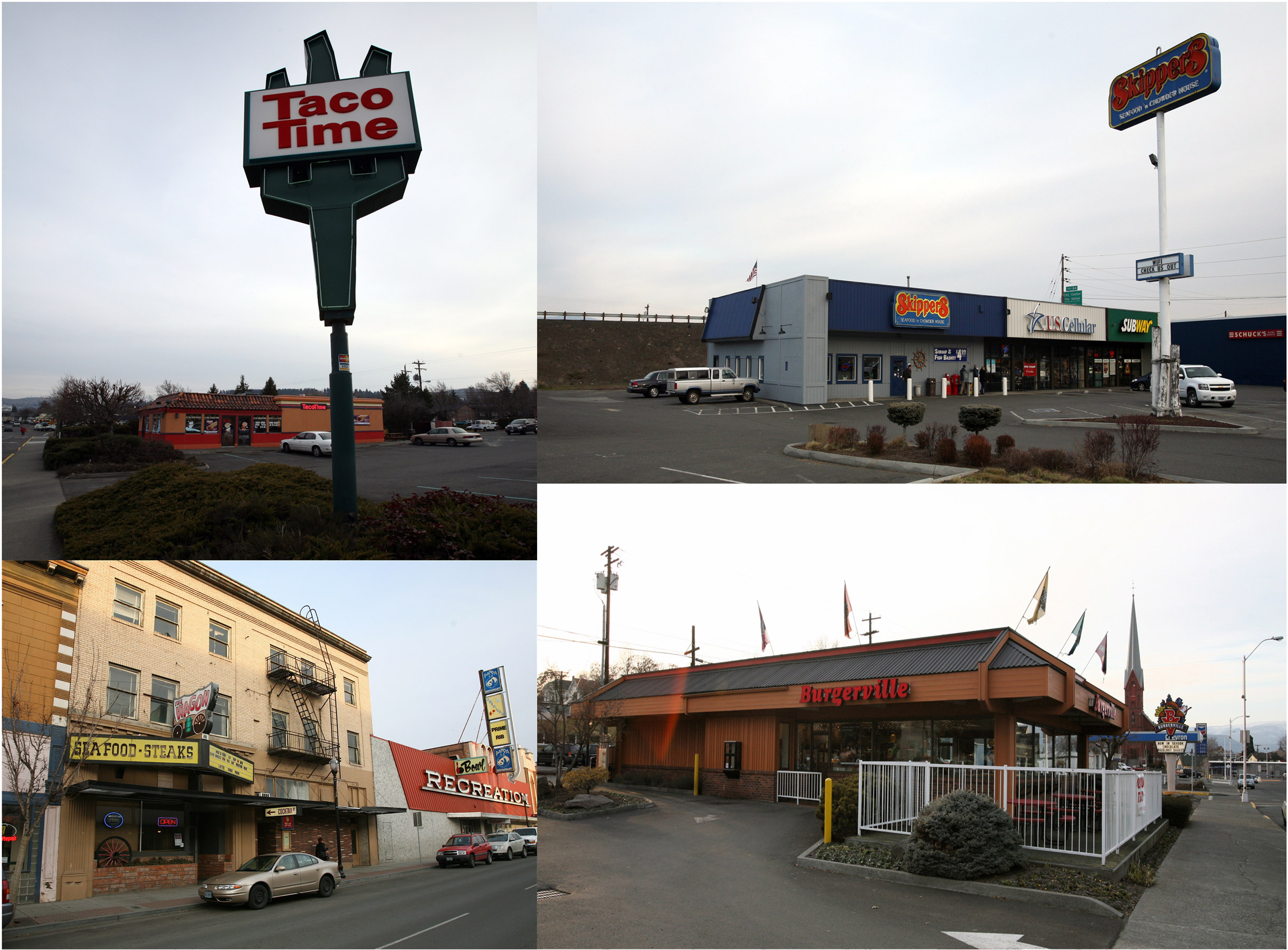
Quatre des restaurants attaqués.

Confrontée à des oppositions et défis de plus en plus importants, Sheela adopte une stratégie qui la conduit au crime. En 1984, elle met au point un plan pour l’empoisonnement des clients de restaurants locaux avec des Salmonella enterica Typhimurium, dans le but de les empêcher de voter. Cet acte fut considéré comme le premier attentat terroriste bactériologique aux États-Unis. Douze adeptes de Rajneesh furent impliqués dans la préparation de cet attentat qui empoisonna 750 personnes au total (aucun décès). Selon le maire de la communauté de Rajneshpuram, David Berry Knapp, connu sous le nom de Krishna Diva ou KD, Sheela aurait discuté des plans avec Rajneesh, lequel aurait répondu « C’est mieux de ne blesser personne mais si quelques-uns meurent, ce n’est pas grave ». Ces propos n'ont pu être prouvés mais une bande audio a été entendue lors d'un procès, dans laquelle Rajneesh déclare : « S'il est nécessaire de faire certaines choses pour préserver ma vision, alors il faut les faire », des paroles qui ont été interprétées par Sheela comme un assentiment à ses plans. Mais la responsabilité d'Osho dans les préparatifs de l'attentat n'a finalement jamais été démontrée.
Les salmonelles furent obtenues de l’American Type Culture Collection,. Sheela et quelques autres membres de la communauté se rendirent directement dans dix restaurants de  la ville de The Dalles pour répandre les salmonelles dans leurs buffets d’entrées ,.

### La fuite et les procès

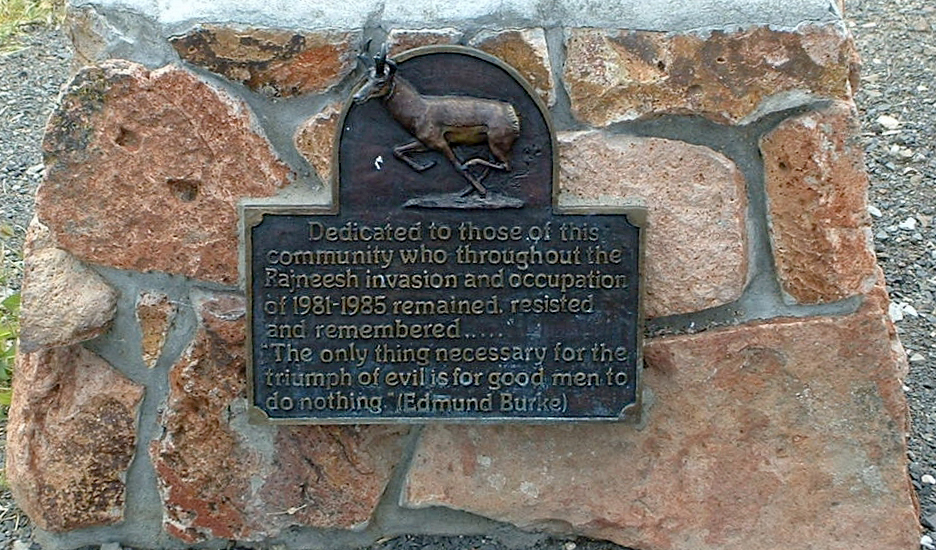
Une plaque commémorative dans le comté d'Antelope (Oregon) en l'honneur de « ceux qui ont résisté à l'invasion et l'occupation de Rajneesh ».

Le 13 septembre 1985, Sheela fuit la communauté avec plusieurs autres adeptes, dont son troisième mari, Urs Birnstiel, un citoyen suisse aujourd'hui décédé,,. Deux jours plus tard, Rajneesh, se déclarant ignorant de ces préparatifs, accuse lui-même ouvertement Sheela de tentative de meurtre, d’écoutes téléphoniques illégales et d’empoisonnement. Sheela nie et contre-attaque dans les journaux de l’Oregon, traitant Rajneesh de « menteur ». Les robes de Sheela ainsi que 5 000 exemplaires d’un livre qu’elle avait écrit sont alors brûlés par les 2 000 membres de la communauté qu'elle dirigeait. Le 3 novembre 1985, à l’émission  60 Minutes de CBS News, Sheela accuse à son tour Rajneesh « d’exploiter les gens en utilisant leur fragilité et leurs émotions ». Elle ajoute qu’il était complice de son acte.
Les autorités découvrent un dispositif d'écoutes téléphoniques et un laboratoire pour la préparation des salmonelles dans la résidence de Sheela. Elle est arrêtée le 28 octobre 1985 en Allemagne et extradée aux États-Unis en février 1986 sur l’accusation de fraudes à l’immigration (400 mariages arrangés) ainsi que pour tentative d’assassinat du médecin personnel de Rajneesh, le docteur George Meredith,. Lors du procès, elle plaide coupable, reconnaissant les tentatives de meurtres, l’empoisonnement, les écoutes téléphoniques des autorités locales et avoir également mis le feu à un bureau municipal.
Sheela est condamnée à 24 ans de prison et 470 000 dollars d’amende  ainsi que 69 353,31 dollars de dommages au comté de Wasco,. Sheela est emprisonnée, avec son assistante, à la prison de Pleasanton en Californie. Elle est relâchée au bout de deux ans et demi, pour bonne conduite, et part pour la Suisse le 13 décembre 1988,.

## Après la prison
Ayant la nationalité suisse par son mariage, elle s'installe légalement dans ce pays, et ne peut en être extradée pour des charges qui n’ont pas encore été jugées aux États-Unis (dont la tentative d'assassinat du procureur Charles Turner). Elle est toutefois condamnée en Suisse en 1999, sans pourtant être emprisonnée car la peine prononcée correspond aux deux ans et demi effectués aux États-Unis. Elle ouvre, toujours en Suisse, à Maisprach, une maison de retraite dont elle est la gérante. Elle est à nouveau veuve depuis 1992. Dans une interview donnée en 2007, elle se dit convaincue d'avoir été un bouc émissaire, et considère que son expérience à Rajneeshpuram lui sert encore aujourd'hui dans son activité, et qu'il s'agissait « d'un rêve merveilleux, un lieu magnifique […] ; on ne devrait pas permettre que de telles expérimentations soient détruites par la médiocrité ».

### Ouvrages de référence
- (en) Lewis F. Carter, Charisma and Control in Rajneeshpuram : A Community Without Shared Values, Cambridge, Cambridge University Press, 1990, 1re éd., 316 p. (ISBN 978-0-521-38554-1, LCCN 89077381, lire en ligne)
- (en) W. Seth Carus, Bioterrorism and Biocrimes : The Illicit Use of Biological Agents Since 1900, Washington, Fredonia Books, 2002, 8e éd., 209 p. (ISBN 978-1-4101-0023-8, OCLC 51843844, lire en ligne)
- (en) Catherine Ann Collins et Andrew King (dir.), Postmodern Political Communication : The Fringe Challenges the Center, Westport, Praeger Publishers, 1992, 1re éd., 188 p. (ISBN 978-0-275-93840-6, LCCN 91045612, lire en ligne), chap. 9 (« Ma Anand Sheela: Media Power through Radical Discourse »), p. 115–131
- (en) Arthur Goldwag, Cults, Conspiracies, and Secret Societies, New York, Vintage, 2009, 1re éd., 332 p. (ISBN 978-0-307-39067-7, OCLC 290472301, LCCN 2009021657)
- (en) Laura Kahn, Who's In Charge? : Leadership during Epidemics, Bioterror Attacks, and Other Public Health Crises, Santa Barbara, Praeger, 2009, 235 p., relié (ISBN 978-0-275-99485-3, LCCN 2009022273)
- (en) Harvey W. Kushner, Encyclopedia of Terrorism, Thousand Oaks, SAGE Publications, 2002, 523 p. (ISBN 978-0-7619-2408-1, LCCN 2002015938)
- (en) Walter Lacquer, The New Terrorism : Fanaticism and the Arms of Mass Destruction, Oxford, Oxford University Press, USA, 2000, 312 p., poche (ISBN 978-0-19-514064-4, LCCN 98052012, lire en ligne) *(en) Janja Lalich, Bounded Choice : True Believers and Charismatic Cults, Berkeley, University of California Press, 2004, 329 p., poche (ISBN 978-0-520-24018-6, LCCN 2004000767, lire en ligne)
- (en) Alistair J. Lax, Toxin : The Cunning of Bacterial Poisons, Oxford, Oxford University Press, USA, 2005, 192 p., relié (ISBN 978-0-19-860558-4, lire en ligne)
- (en) Joseph T. McCann, Terrorism on American Soil : A Concise History of Plots and Perpetrators from the Famous to the Forgotten, Boulder, Sentient Publications, 2006, 336 p. (ISBN 978-1-59181-049-0, OCLC 70866968, LCCN 2006025471, lire en ligne)
- (en) Joseph H. McIsaac, Hospital Preparation for Bioterror : A Medical and Biomedical Systems Approach, Amsterdam, Academic Press, 2006, 443 p. (ISBN 978-0-12-088440-7, LCCN 2006011115)
- (en) Mike McPheters, Agent Bishop, Springville, Cedar Fort, 2009, 273 p. (ISBN 978-1-59955-317-7, OCLC 316327157, LCCN 2009010071), « The Rajneesh Experiment », p. 142–156
- (en) Judith Miller, Stephen Engelberg, William J. Broad, Germs : Biological Weapons and America's Secret War, New York, Simon & Schuster, 2002, 1re éd., 416 p., poche (ISBN 978-0-684-87159-2, LCCN 2002725622, lire en ligne)
- (en) Oregon Historical Society, « Ma Anand Sheela (b. 1950) », The Oregon History Project, www.ohs.org, 2002 (consulté le 17 décembre 2009)
- (en) Jonathan B. Tucker, Toxic Terror : Assessing Terrorist Use of Chemical and Biological Weapons, Cambridge, The MIT Press, 2000, 2e éd., 303 p., poche (ISBN 978-0-262-70071-9, LCCN 99048256, lire en ligne)
- (en) James K. Wellman, Belief and Bloodshed : Religion and Violence Across Time and Tradition, Lanham, Rowman & Littlefield Publishers, Inc., 2007, 271 p., poche (ISBN 978-0-7425-5824-3, LCCN 2006029147, lire en ligne)

- (en) Cet article est partiellement ou en totalité issu de l’article de Wikipédia en anglais intitulé « Ma Anand Sheela » (voir la liste des auteurs).

### Autres ouvrages sur l’affaire
- (en) Catherine Ann Collins, « Chapter Nine: Ma Anand Sheela: Media Power through Radical Discourse », dans Andrew King (éd.), Postmodern Political Communication: The Fringe Challenges the Center, Praeger Publishers, 1992 (ISBN 0275938409), p. 115–131
- (en) « Sheela: A Chronology », The Oregonian, Oregonian Publishing Co.,‎ 14 décembre 1988, E06